# Perales del Alfambra
Perales del Alfambra (aragónul Perals) település Spanyolországban, Teruel tartományban. Perales del Alfambra Alfambra, Visiedo, Rillo, Fuentes Calientes, Cañada Vellida, Galve és Orrios községekkel határos. Lakosainak száma 271 fő (2024).

## Népesség
A település népessége az utóbbi években az alábbiak szerint változott:
| Lakosok száma | 287  | 294  | 295  | 278  | 269  | 253  | 221  | 229  | 264  | 271  |
|               | 2001 | 2004 | 2007 | 2009 | 2012 | 2014 | 2017 | 2019 | 2022 | 2024 |